# 北棕蝠
北棕蝠（学名：Eptesicus nilssoni）为蝙蝠科棕蝠属的动物。在中国大陆，分布于黑龙江、青海、内蒙古、甘肃、山东、宁夏、西藏、新疆、四川等地，主要生活于岩隙。该物种的模式产地在瑞典。

## 亚种
- 北棕蝠青海亚种（学名：Eptesicus nilssoni centrasiaticus），Bobrinskii于1926年命名。在中国大陆，分布于甘肃、四川、青海、内蒙古、宁夏等地。该物种的模式产地在青海鄂陵湖。[2]
- 北棕蝠新疆亚种（学名：Eptesicus nilssoni kashgaricus），Bobrinskii于1926年命名。在中国大陆，分布于新疆等地。该物种的模式产地在新疆喀什附近。[3]